# 1822 en photographie
| Années de la photographie : 1819 - 1820 - 1821 - 1822 - 1823 - 1824 - 1825    |
| Décennies de la photographie : 1790 - 1800 - 1810 - 1820 - 1830 - 1840 - 1850 |

Cet article présente les faits marquants de l'année 1822 en photographie.

## Événements
- Nicéphore Niépce effectue des expériences avec des plaques de verre ou de métal enduites d'asphalte, ou bitume de Judée, exposées plusieurs heures, puis rincées au solvant et rongées par l'acide aux endroits où le bitume est dissous ; il parvient à reproduire sur une plaque de verre enduite de bitume de Judée une gravure représentant le pape Pie VII[1],[2].

## Naissances
- 16 janvier : Alfred Bernier, photographe français, mort le 19 avril 1900.
- 31 janvier : Paul Duseigneur, photographe français, mort le 30 janvier 1895.
- 8 février : Maxime Du Camp, écrivain et photographe français, mort le 8 février 1894.
- 6 avril : Giacomo Brogi, photographe italien, mort le 29 novembre 1881.
- 18 mai : Mathew Brady, photographe américain, l'un des premiers photographes de guerre, mort le 15 janvier 1896.
- 1er juin : 
  - Clementina Hawarden, photographe britannique, morte le 19 janvier 1865.
  - Alfred-Nicolas Normand, architecte et photographe français, mort le 2 mars 1909.
- 3 juin : 
  - Jean-Baptiste Dulac, architecte et photographe français, mort le 3 juillet 1892.
  - Madame Vaudé-Green,  photographe française, spécialisée dans la photographie d’œuvres religieuses, morte le 9 juin 1902.
- 21 juin : Arsène Garnier, photographe français, premier photographe professionnel de Guernesey, mort le 12 septembre 1900.
- 25 juillet : Victor Franck, photographe français, mort le 29 septembre 1879.
- 4 septembre : Jean-Jacques Heilmann, photographe français, mort le 23 janvier 1859.
- 10 septembre : John Adams Whipple, inventeur et photographe américain, pionnier de la photographie astronomique, mort le 10 avril 1891.
- 7 octobre : Francis Frith, photographe anglais, mort le 25 février 1898.
- 29 novembre : Abraham Bogardus, photographe daguerréotypiste américain, mort le 22 mars 1908.
- 13 décembre : Pierre-Louis Pierson, photographe portraitiste français, mort le 22 mars 1913.